# Shu'ubiyya
Shu‘ubiyya (în arabă: الشعوبية) reprezintă  o mișcare de rezistență a musulmanilor nearabi în fața dominației arabe, care a avut loc în lumea islamică, îndeosebi în Iran și în Andaluzia, în perioada califatului abbasid.

## Etimologia cuvântului
La baza acestei mișcări se află un verset din Coran (49:13) care face o departajare clară între două concepte, prin utilizarea cuvintelor: popoare (shu‘ub) și triburi (qaba’il):
„O, voi oameni! Noi v-am creat dintr-un bărbat și o femeie și v-am făcut popoare (shu'ub)și triburi (qaba'il) ca voi să vă cunoșteți unii pe altii. Cel mai cinstit dintre voi înaintea lui Dumnezeu este cel mai temător. Dumnezeu este Știutor, Cunoscător.” Coran 49:13. 
În acest context, cuvântul triburi desemnează totalitatea triburilor arabe, pe când cuvantul popoare face referire la populația compusă din nearabi. Această distincție stă la originea conceptului Shu‘ubiyya, reprezentând mișcarea popoarelor, care sunt numite ‘ajami, împotriva dominației arabe. Această mișcare a luat o amploare deosebită în Iran în urma cuceririlor islamice, manifestându-se sub forma unei împotriviri a iranienilor în fața tentativei de arabizare a culturii persane. Pe alocuri, acest curent a fost resimțit ca fiind antimusulman, sau chiar un pericol la adresa islamizării.

## Contextul socio-politic

### În Iran
Termenul shu‘ubiyya face referire la reacția persanilor musulmani împotriva procesului de arabizare din secolele al IX-lea și al X-lea din Iran.
Mișcarea este considerată un conflict lingvistic ce are ca punct de  pornire complexul de inferioritate lingvistică al iranienilor, care nu erau în stare să utilizeze așa cum trebuia limba arabă. 
În urma cuceririi persanilor de către armatele arabe, aceștia se supun cu ușurință procesului de islamizare, dar ceea ce nu pot accepta este înlocuirea propriei limbi cu limba arabă, pe care o adoptă pentru câteva secole ca limbă de cultură, abandonând-o ulterior (dar au păstrat scrierea arabă), sau recunoașterea supremației arabilor la nivel politic și cultural. Scopul principal a fost acela de păstrare a culturii și protejare a identității persane. Efectul remarcabil care a avut loc în urma acestei mișcări a fost supraviețuirea limbii persane până în ziua de astăzi. 
Cultura persană a avut o mare influență asupra culturii arabe, mai mult în plan artistic și literar decât în cel științific și filosofic (spre exemplu, opera literară Kalila wa-Dimna, o culegere de fabule care a fost tradusă în arabă din persana medie), la fel și istoriografia arabă s-a format după modelul persan.

### În Andaluzia
La două secole după ce această mișcare s-a manifestat în est, o altă formă a sa a luat naștere în Spania islamică. Această mișcare a fost inițiată de berberi, iar apoi a fost reluată de populațiile locale: galicienii, vizigoții, francii și bascii. În secolul al XI-lea apare o nouă formă de expresie literară influențată de Shu‘ubiyya, epistola (Risala) a poetului andaluz Ibn Garcia, care, scrisă între anii 1050-1076, avea ca scop încercarea de demonstrare a superiorității noilor convertiți la islam asupra arabilor, criticând musulmanii arabi, pe care îi consideră inferiori din punct de vedere cultural în fața popoarelor pe care încercau să le cucerească.

## Neo-Shu‘ubiyya
Pornind de la subiectul unor articole redactate între anii 1966-1972, ia naștere conceptul de Neo-Shu‘ubiyya pentru a desemna încercările moderne de naționalizare alternativ cu pan-arabismul: asirianism, kurdism, faraonism (naționalism egiptean care susține originile non-arabe ale acestei țări), fenicianism, naționalismul sirian. În anul 2002, Ariel I. Ahram evidențiază într-un articol un înțeles modern și similar al termenului shu‘ubiyya, care se împotrivește musulmanilor șiiți din Irak și, în general, islamului șiit. 
Prin intermediul acestui curent, arabii încearcă, la rândul lor, să îi convingă pe persani de supremația lor culturală, care consta, mai exact, în moștenirea beduină.

## Viziunea lui Al-Jahiz referitoare laShu‘ubiyya
Viziunea lui Al-Jahiz referitoare la Shu‘ubiyya este expusă în Cartea Retoricii și a Lǎmuririi (Kitab al-bayān wa-t-tabyīn). Această  lucrare retorică, ce aparține speciei adab are ca scop combaterea adversarilor arabilor, reprezentanții mișcării  Shu‘ubiyya și “desființarea argumentelor lor prin sublinierea importanței limbii arabe din Coran, dar și a beduinilor, creatorii și păstrătorii acestei limbi, arabii prin excelență” (N. Anghelescu).
Această mișcare a luat naștere în timpul dinastiei abbaside și apare sub forma unei neînțelegeri dintre iranieni și arabi, în cadrul căreia își combăteau tradițiile, persanii pretinzând superioritatea lor asupra arabilor. Aspirațiile politice din interiorul acestei mișcări au apărut în urma cuceririi persanilor de către arabi, pe care iranienii o considerau o greșeală și au încercat să se opună influenței cuceritorilor.
Al-Jahiz surprinde în cartea sa un exemplu reprezentativ pentru modul în care persanii se raportau la cultura arabă. Acesta face referire la toiagul (bățul, în arabă: al-‘asa) pe care oratorii arabi și poeții îl purtau în mână în timpul rostirii discursului sau versurilor. În viziunea persană, care nu implică respectarea tradițiilor arabe, purtarea toiagului reprezintă un obicei moștenit de la înaintașii lor, păstorii. În acest context, Al-Jahiz enumeră anumite figuri istorice care, la rândul lor, purtau toiag: Moise, Solomon, profetul Muhammad.  Așadar, prin astfel de polemici, cele două popoare încercau să își demonstreze supremația propriei culturi și identități.